# Трейдер
Тре́йдер (от англ. trader «торговец») — торговец, действующий по собственной инициативе и стремящийся извлечь прибыль непосредственно из процесса торговли. Обычно подразумевается торговля ценными бумагами (акциями, облигациями, фьючерсами, опционами) на фондовой бирже. Трейдерами также называют торговцев на валютном (форекс) и товарном рынках (например, «зернотрейдер»): торговля осуществляется трейдером как на биржевом, так и на внебиржевом рынках.
Не следует путать частного трейдера с работником ряда компаний-торговцев, которые проводят сделки по заявкам клиентов или от их имени (см. брокер, дилер, дистрибьютор).
Трейдинг — непосредственная работа трейдера: анализ текущей ситуации на рынке и заключение торговых сделок.

## Виды трейдеров

### По форме собственности
- Профессиональные торговцы — работают в финансовых учреждениях или предприятиях (банки, страховые компании, ПИФы, брокеры, дилеры). Обычно имеют специализированное образование и лицензию на соответствующую деятельность. Выполняют операции за деньги и в интересах своих компаний или их клиентов. По российскому законодательству такие торговцы обязаны иметь персональные аттестаты (ранее их выдавала ФСФР, сейчас этим занимается Банк России).
- Частные торговцы, независимые трейдеры — выполняют операции за свои деньги и в своих интересах (работают на себя), для доступа к системам торговли пользуются услугами посредников (брокеров, дилеров). Проводимые ими операции обычно не требуют лицензирования. Часто не имеют специализированного образования, пользуются услугами консультантов, в том числе профессиональных торговцев.

Существует практика передачи средств в управление трейдеру. Гражданский кодекс Российской Федерации в ст. 1013 не допускает доверительного управления исключительно денежными средствами, кроме законодательно предусмотренных случаев. По состоянию на 2018 год право управления денежными средствами имеют банки, ПИФы,ОФБУ, управляющие компании и НПФы, имеющие соответствующие лицензии. При этом они не могут привлекать какие-либо кредиты под залог имущества, находящегося в управлении, в том числе с использованием механизмов маржинальной торговли.

### По длительности
- Дневной трейдер (дейтрейдер) — заключает встречные сделки внутри одного торгового дня (одной торговой сессии), закрывает все позиции перед закрытием операционного дня. Часто имеет относительно небольшой капитал. Закрытие позиций обычно мотивируется опасением гэпов («разрывов» между ценой закрытия предыдущего и ценой открытия нового торгового дня)[3][4].
- Скальпер, пипсовщик — совершает большое количество сделок малой продолжительности: от нескольких секунд до десятка минут (скальпинг). Как правило, результативность отдельной сделки невелика, но велико число сделок (см. также Высокочастотный трейдинг).
- Позиционный трейдер (краткосрочный) — заключает сделки, предполагая закрытие позиций через несколько дней, закрывает все позиции перед периодами уменьшения ликвидности (праздниками, летними каникулами и т. п.)
- Среднесрочный трейдер — заключает несколько сделок в год, закрывает позиции при изменении недельных трендов.
- Долгосрочный инвестор — открытые позиции могут держаться несколько лет, закрывает позиции при изменении глобальных трендов.

Считается, что дневные и позиционные трейдеры больше опираются на технический анализ рынков, а среднесрочные и долгосрочные инвесторы — на фундаментальный анализ.

### По целям сделок
- Работа — обеспечение проведения иных операций или исполнение заявок клиентов (например, покупка на бирже валюты для оплаты закупки оборудования или продажа валютной выручки для возможности выплаты заработной платы). Обычно это выполняют профессиональные торговцы.
- Инвестор — рассматривает сделку в качестве инвестиции.
- Спекулянт — сделка ради извлечения прибыли из разницы цен.
- Арбитражёр — заключает встречные сделки (одна покупка, другая продажа) со связанными инструментами с целью получения прибыли на движении цен одного актива относительно другого. Общее рыночное движение цен конкретного актива нивелируется.
- Хеджер — сделка заключается ради уменьшения или фиксации уровня риска, например, риска изменения закупочных цен на сельхозпродукцию или валютных котировок. Чаще всего применяется товаропроизводителями в форме опционов или фьючерсов для обеспечения возможности финансового планирования внутри производственного цикла.

### По расположению рабочего места

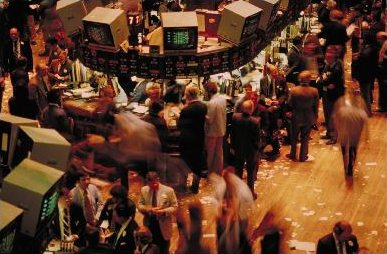
«Трейдеры на полу» в Нью-Йоркской фондовой бирже. Для каждой из тысяч торгуемых ценных бумаг имеется свой отдельный торговый центр, своя «яма».

- Трейдер на полу, трейдер в яме — обычно это внутридневные частные торговцы, торгующие непосредственно в биржевом зале. Их рабочее место расположено в самой низкой точке биржевого зала (в яме). Обычно они заключают сделки только по одной и той же ценной бумаге. До компьютеризации торговли их плохо было видно, поэтому аренда места «на полу» стоила значительно меньше, чем на ступеньках амфитеатра биржевой ямы. Трейдер на полу заключает сделку в надежде, что через минуты или даже секунды сможет приобрести возмещающий контракт и получить с этого небольшую прибыль. Например, на рынках зерна трейдеры на полу часто входят в сделку ради разницы в 0,0025 доллара за бушель[5].
- Трейдер в зале — обычно это профессиональные торговцы, представляющие интересы большого числа клиентов или крупные заявки. Их рабочие места располагались выше уровня пола биржевой ямы, их лучше было видно, им лучше было видно не только других торговцев, но и информационные мониторы.
- Трейдер у монитора торговлю ведёт через специализированные торговые терминалы, которые позволяют видеть заявки других трейдеров и выставлять собственные, читать новости, просматривать историю котировок, производить её математический анализ и строить различные графики. Не требуется личного присутствия в биржевом зале. Ликвидируется разница между трейдерами на полу и в зале. В последнее время в качестве канала связи торгового терминала с брокером или непосредственно с биржей используется Интернет. Именно Интернет-трейдинг сейчас является наиболее распространённой формой торговли.

## Жаргон

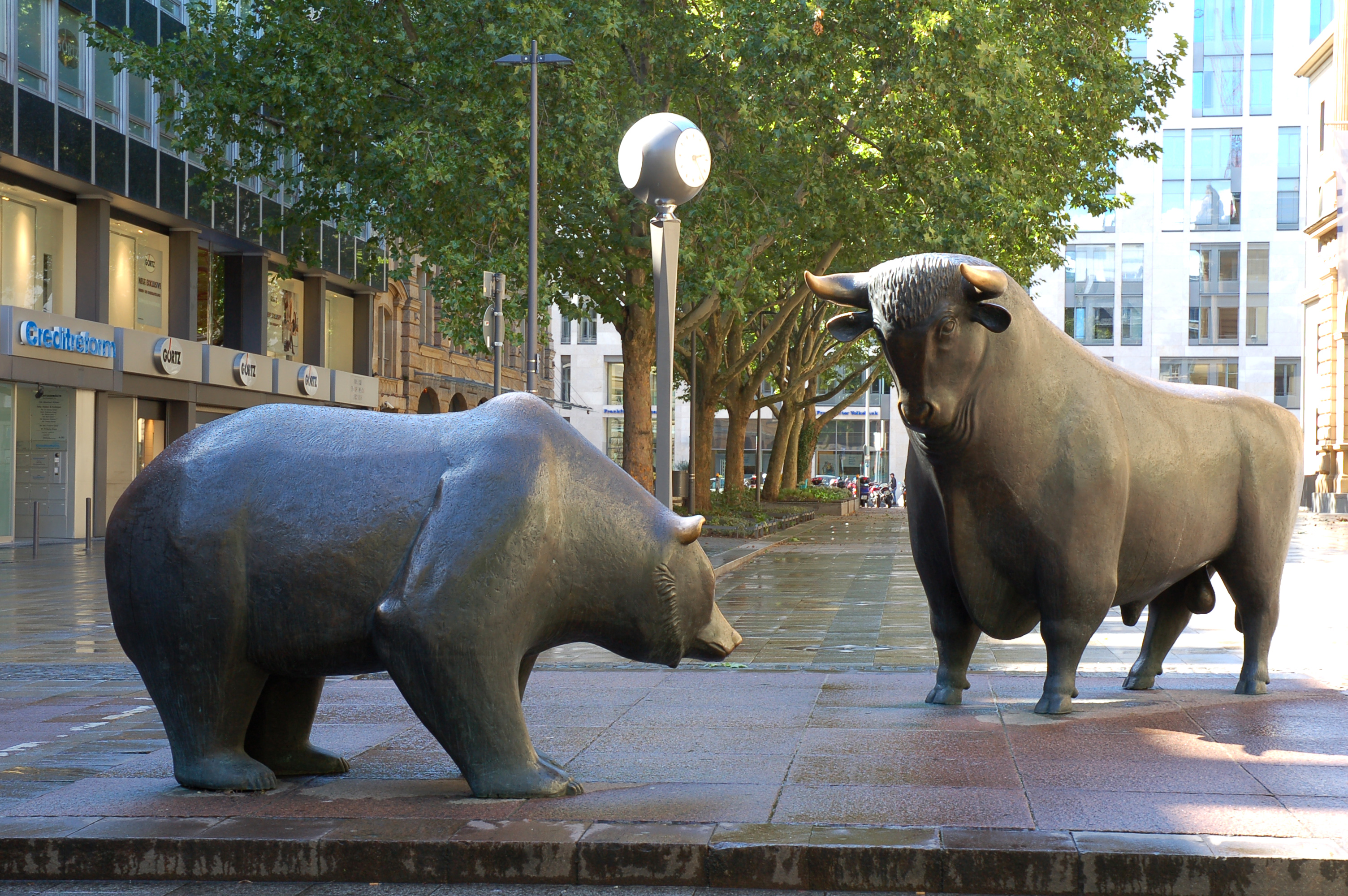
Скульптура быка и медведя перед Франкфуртской фондовой биржей

В зависимости от направления открытых позиций трейдеров именуют:
- Быки — ожидают повышения цен, заключили контракт на покупку по нынешней цене и теперь им выгодно повышение цены, чтобы продать дороже (своими действиями они подталкивают цены вверх, в чём усматривают аналогию с тем, как быки поднимают вверх противника на своих рогах).
- Медведи — ожидают понижения цен, заключили контракт на так называемую «продажу без покрытия» и теперь им выгодно понижение цены, чтобы купить дешевле (своими действиями они подталкивают цены вниз, в чём усматривают аналогию с тем, как медведи своего противника придавливают лапами вниз. Также термин связывают с поговоркой: «Делить шкуру неубитого медведя» (англ. to sell bear’s skin before one has caught the bear)) — ожидать будущей выгоды).

Обычно эти термины применимы к спекулянтам, использующим маржинальную торговлю. Они связаны именно с типом уже открытых позиций, а не с психологией поведения конкретного трейдера. Один и тот же человек может периодически становиться быком или медведем, даже сочетать это одновременно, если у него открыто несколько сделок в разных направлениях.
«Быки» и «медведи» являются настолько популярными символами, что их скульптуры установлены в крупных финансовых центрах: атакующий бык в финансовом квартале Нью-Йорка, бык и медведь у здания Франкфуртской фондовой биржи в Германии.
Иногда дополнительно выделяют группы:
- Овцы — слишком долго сомневаются и в итоге вступают в рынок тогда, когда другие уже закрывают свои позиции.
- Зайцы, пипсовщики — трейдеры, заключающие большое количество сделок в течение небольшого промежутка времени.
- Свиньи — слишком жадные трейдеры (в англоязычной традиции свинья символизирует жадность), которые не закрывают вовремя позиции, а ждут продолжения движения, хотя уже нет никаких предпосылок для такого продолжения.

Типы сделок:
- Длинная (лонг, англ. long) — покупка актива с целью последующей продажи по более высокой цене. Название не связано с продолжительностью удерживания открытой позиции — она может длиться и несколько секунд, и несколько лет.
- Короткая (шорт, англ. short) — продажа взятого в долг актива с целью последующей покупки по цене ниже цены продажи и возвращении долга в натуральной форме. Название не связано с продолжительностью удерживания позиции. Подобные сделки возможны при маржинальной торговле.

Результаты торговли:
- Профит (англ. profit) — прибыль по сделке или ордер на закрытие с прибылью (take-profit).
- Лось (созвучно англ. loss) — убытки по сделке или ордер на закрытие с убытком (stop-loss).
- Слив [депо] — торговый депозит трейдера (депо) стал равен нулю из-за убытков. Довольно часто «сливом» называют закрытие позиций в ситуации «маржин-колл».

«РБК Инвестиции» отмечают, что помимо международного, российские трейдеры на форумах часто используют свой жаргон для обозначения как различных биржевых ситуаций, так и вместо названий ряда компаний.

## Язык жестов
При ведении диалогов и заключении сделок в шумном торговом зале трейдеры могут использовать язык жестов. Можно выделить четыре основные группы жестов:
1. Покупаю (демонстрируется тыльная сторона кисти) — продаю (демонстрируется ладонь).
2. Котировка: рука находится на некотором расстоянии от лица. Количество развернутых пальцев обозначает одну или несколько последних цифр котировки. Если трейдера удовлетворяет цена, он показывает её жестом и поводит рукой из стороны в сторону, что означает заключение сделки.
3. Количество: рука касается подбородка (единицы) или лба (десятки), промежуточные значения показывают, комбинируя десятки и единицы.
4. Месяц — каждому месяцу цикла поставки соответствует свой жест[7].

## Скандально известные трейдеры
- Ник Лисон — ошибки ведущего трейдера Barings Bank, который скрывал свои потери по деривативам на специальном счете номер 88 888, стоили в 1995 году одному из старейших британских банков 1,2 млрд долларов и банкротства.
- Ясуо Хаманака[англ.] — трейдер, работавший на компанию Sumitomo, по некоторым данным контролировал 5-8 % мирового рынка меди. В 1996 году, после отстранения Хаманака от биржевой торговли, мировые цены на медь резко снизились, что привело к убыткам для Sumitomo ориентировочно в 2,6 млрд долларов. По заявлению компании, трейдер подделывал документы. Был приговорен к восьми годам тюрьмы.
- Джон Руснак[англ.] — несанкционированные операции в 1997—2002 годах на FOREX валютного трейдера Allied Irish Banks, обошлись банку в 691 млн долларов[8].
- Жером Кервьель — трейдер Société Générale открывал превышающие лимиты позиции по фьючерсам на европейские фондовые индексы в конце 2007 и начале 2008 года. Банк обвинил его в потере 4,9 млрд евро (7,2 млрд долларов).
- Квеку Адоболи — британский трейдер швейцарского банка UBS в 2011 году потерял в результате несанкционированных операций 2,3 млрд долларов.